# Vacanze di Natale '90
Vacanze di Natale '90 è un film del 1990 diretto da Enrico Oldoini.

## Trama
In un lussuoso albergo di St. Moritz, durante le vacanze natalizie, si svolgono le strane avventure di alcuni clienti.
Nick, proprietario di un ristorante sull'orlo del fallimento, vince quattro miliardi alle corse ippiche, perdendo poi la voce nel gridare la sua gioia; recatosi nella cittadina elvetica conosce l'elegante Eliette e riesce a conquistarla. Durante la vacanza Nick vince nuovamente un'ingente somma ai cavalli riacquistando anche la voce ma continua a fingere di essere muto per non svelarle il suo marcato accento pugliese e le sue umili origini. La sera di Natale, invitato da Eliette ad una cena presso la villa dei nonni, viene presentato ai familiari e amici di lei, degli aristocratici ipocriti e snob: qui ritrova Alvaro, suo ex socio ora ridotto a cameriere e crudelmente umiliato dagli amici della donna; di fronte alle vessazioni che l'amico è costretto a subire, tuttavia, Nick torna a parlare, difende il lavoro di Alvaro e insulta tutti i presenti uno per uno eccetto Eliette per poi abbandonare la cena con l'amico. Pochi giorni dopo, al veglione di fine anno, Nick e Eliette si ritrovano e tornano insieme.
Tony, romano, giunge a St. Moritz con la moglie maceratese Gloria, più anziana di lui e che essendo molto ricca lo tiranneggia in tutto costringendolo anche a sopportare tutte le sue fantasie sessuali; durante la vacanza ritrova Bindo, suo ex compagno durante il servizio militare e ora ricco industriale di Busto Arsizio. Egli convince il vecchio amico a uccidere le rispettive consorti dopo che la moglie di quest'ultimo, Rita, lo tradisce, facendo anche sì che Tony si unisca finalmente alla sua giovane amante Gianna. Dopo varie peripezie, tuttavia, Gianna lascia Tony credendolo gay e fidanzato con Bindo. Infine, nonostante credano di essere finalmente liberi, poiché entrambi si erano detti di aver ucciso la moglie dell’altro, i due sono entrambi costretti a ritornare dalle proprie donne.
Arturo Zampini, sgangherato corridore di corse con i cani in slitta, ruba un'ingente somma all'amico Pippo e giunto all'albergo di St. Moritz trova la bella Arabella, che comincia a corteggiare ignorando che sia l'infelice moglie del suo amico. Scoperto il legame della donna, tuttavia, Arturo si allontana dai due, ora riappacificati, non prima di aver rifilato un pugno in faccia a Pippo per la sua considerazione bassissima nei confronti della moglie, giudicata meno importante dei cani.
Beppe, soprannominato Zanna Bianca, maestro di deltaplano che passa da una donna all'altra, ritrova in albergo una sua ex amante che si burla di lui facendogli credere d'essere il padre di una delle proprie figlie, le quali tenteranno di sedurlo ma che alla fine riuscirà a schivare a causa del timore di cedere alla propria figlia. Alla fine la madre delle due gli rivela tutto e i due decidono di sposarsi in quanto Beppe, anche se molto impaurito, in realtà era molto felice all'idea di avere una famiglia vera.

## Distribuzione
Il film è uscito nelle sale italiane venerdì 21 dicembre 1990.

## Curiosità
Il film che Christian De Sica cerca di guardare alla tv è La casa di Sam Raimi.

Viene anche citato il film di Alfred Hitchcock, L'altro uomo.